# リンゼイ岩礁
座標: 南緯54度26分 東経3度29分 / 南緯54.433度 東経3.483度

ブーベ島の地図

リンゼイ岩礁（ノルウェー語: Lindsayskjeret、英語: Lindsay Reefは、南大西洋に浮かぶノルウェー領ブーベ島の東に位置する岩礁。名前の由来はジェームズ・リンゼイから。